# Olibrinus nicobaricus
Olibrinus nicobaricus är en kräftdjursart som först beskrevs av Barnard1936.  Olibrinus nicobaricus ingår i släktet Olibrinus och familjen Olibrinidae. Inga underarter finns listade i Catalogue of Life.